# 티니 와일드
《티니 와일드》(Tini Wild)는 대한민국의 KBS이 방송통신위원회와 한국인터넷진흥원의 지원을 받아 제작한 단편 애니메이션이다. 멸종되었거나 멸종 위기에 빠진 동물들을 통해 환경 보호의 중요성을 강조하였다.

## 방영 일자
| 방영 채널 | 방영일           | 방영 시간                       |
| --------- | ---------------- | ------------------------------- |
| KBS 1TV   | 2010년 12월 24일 | 금요일 오후 1시 ~ 1시 50분      |
| KBS 2TV   | 2012년 12월 24일 | 월요일 오후 4시 30분 ~ 5시 30분 |

## 줄거리
망망대해에 떠 있는 바다소 스텔라의 등 위에 지어진 집은 사고뭉치 발명왕 도도, 듬직한 테즈, 작지만 사려 깊은 디코가 살고 있는 구조대의 아지트이다. 이들은 스텔라를 타고 전 세계를 여행하며 사고뭉치 발명왕 도도가 발명한 위험 감지기를 통해 위기에 처한 동물들을 구조하는 구조대이다. 첫 번째 구조 요청 신호로 구출된 눈표범 티니가 구조대에 합류하여 본격적인 구조대 활동을 시작한다. 아기 북극곰 베이가 친구들과 빙하에서 숨바꼭질을 하다 길을 잃는다. 요정펭귄 마리는 기름옷을 뒤집어 쓰고 구출되었고 아마존 분홍 돌고래 보뚜보뚜는 사람들이 쳐 놓은 그물에 걸렸다 구조되었다.

## 캐릭터
- 티니(눈표범)
- 도도(도도새)
- 디코(밴디쿠트)
- 테즈(태즈매니안 호랑이)
- 마리(요정 펭귄) :
- 스텔라(스텔라 바다소)

## 목소리 출연
- 정미숙 - 티니
- 남도형 - 도도
- 정선혜 - 디코
- 김래환 - 테즈
- 이현주 - 마리

## 제작진
- 기획 : 송종문
- 프로듀서 : 김상유, 이정학, 신혜영
- 총감독 : 강한준
- 시나리오 : 오정은, 김수경
- 미술감독 : 강한준
- 캐릭터 개발 및 미술 설정 : 비타민 X
- 애니메이션 개발 : 쏘울크리에이티브
- 콘티 : 안승희, 최용석, 강한준
- 연출감독 : 진연국
- 애니메이션 : 김완수, 박재명, 진유석, 하나원, 한영원, 김원식, 권동현
- 모델링 · 매핑 : 최고현, 이충훈, 김유경
- 세팅 : 이충훈
- 렌더링 · 라이팅 : 양현준, 이충훈, 최고현
- 이펙트 : 전연국, 김원식
- 합성 · 편집 : 백유연, 양환이, 최용석
- 음악 : 홍지연
- 음향효과 : 장효정, 정윤미
- 사운드 디자인 : 이에스터
- 믹싱 : 김희집, 장효정
- 주제곡 작곡 : 홍지연
- 주제곡 작사 : 이정학
- 주제곡 노래 : 김가희, 이세나, 원빈, 김민서, 김효연, 홍서희, 김현엽, 김가현, 김찬영, 곽나영
- 노래지도 : 김창석
- 녹음연출 : 임만식

## 방송 회차
| 방송일           | 부제            |
| ---------------- | --------------- |
| 2010년 12월 24일 | 반가워 티니     |
| 2010년 12월 24일 | 베이의 숨바꼭질 |
| 2010년 12월 24일 | 새 친구 마리    |
| 2010년 12월 24일 | 보뚜보뚜 이야기 |